# 青年路街道 (乌鲁木齐市)
青年路街道，是中华人民共和国新疆维吾尔自治区乌鲁木齐市天山区下辖的一个乡镇级行政单位。

## 行政区划
青年路街道下辖以下地区：
光明路北社区、新民路西社区、新民路东社区、建工大院社区、五星路西社区、五星路东社区和青年路东社区。